# Георги Цветинчев
Георги Иванов Цветинчев (изписване до 1945 година: Георги Ивановъ Цвѣтинчевъ) е български общественик, юрист, просветен деец и революционер, деец на Вътрешната македоно-одринска революционна организация.

## Биография
Цветинчев е роден на 14 април 1882 година в град Кратово, тогава в Османската империя, днес в Северна Македония. Учи в турско училище в Солун, където е съученик на Мустафа Кемал. Включва се в редиците на ВМОРО и е осъден на 15 години затвор заради революционна дейност, която просъда излежава в затвора Еди куле в Солун, тогава в Османската империя. В османските документи пише: Даскал Георги от махалата Варош, син на Йован, българин, православен, арестуван на 28 юли 1903 година, обвинен в „присъединяване към българския бунтовнически комитет и носене на оръжие и боеприпаси, тоест револвер и бомба, както и опасни документи“. Осъден е на 15 години каторга. Лежи в Скопския затвор. Амнистиран е с общата амнистия от 12 април 1904 година.
Завършва право във Виена. Като студент във Виена заедно с Тодор Павлов и още 5 студенти организира социалистически клуб.
След това Цветинчев заминава за България, където работи като учител в Кулско. След Първата световна война държи нощно заведение в Рим, Италия. Връща се в България и работи като съдия в Пазарджик. След осъждане на невинен човек на смърт се замонашва.
На 1 януари 1934 година пристига в банското село Обидим, където е назначен на работа в Обидимския манастир „Свети Пантелеймон“ от черковното настоятелство със свещеник Христо Бл. Кандев. Георги Цветинчев се посвещава на подобряването на културните и битовите условия на храма. Събира дарения, обикаляйки Разложко и Неврокопско, с които успява да построи още две сгради към манастира и издига популярността му сред населението. На 4 януари 1967 година тръгва на път от Добринище към Обидимския манастир, но в местността Добречковото обърква пътя си заради снежните бури и вместо към манастира тръгва към местността Враникал. Умира от измръзване още в местността Добречковото, където костите му са намерени чак през пролетта. Погребан е в двора на Обидимския манастир.